# Siquisiquesuchus venezuelensis
Siquisiquesuchus venezuelensis è un coccodrillo estinto, appartenente ai gavialidi. Visse nel Miocene inferiore (circa 20 milioni di anni fa) e i suoi resti fossili sono stati ritrovati in Sudamerica (Venezuela).

## Descrizione
Questo animale è noto grazie a fossili di crani e di alcune parti dello scheletro. L'esemplare tipo (noto come MBLUZ–P–5050) è rappresentato da un cranio quasi completo e dalle mandibole, ed è stato ritrovato nei pressi della città di Lara, nella formazione Castillo, in Venezuela. A questa specie sono stati attribuiti altri due crani parziali, alcune vertebre, un osso della caviglia, parte di un arto anteriore e dello stinco. Come altri animali simili (gavialidi), Siquisiquesuchus possedeva un rostro allungato e sottile, che comprendeva circa il 60% della lunghezza del cranio. Il numero di denti nelle ossa premascellari nella punta del muso non è noto, ma le mascelle (che rappresentavano gran parte del rostro) erano dotate di almeno 20 denti ognuna, e le mandibole ne possedevano 23. Alcuni dettagli dei crani non possono essere descritti a causa del fatto che le suture tra le ossa non sono visibili (Brochu e Rincon, 2004).

## Classificazione
Siquisiquesuchus fu descritto per la prima volta nel 2004, ed è stato considerato il più antico gavialoide del Sudamerica. Questo animale condivide alcune caratteristiche con Gryposuchus colombianus (a cui assomigliava molto nell'aspetto) e con altri gavialoidi sudamericani. Studi successivi hanno ipotizzato che Siquisiquesuchus era imparentato con generi come Gryposuchus, Ikanogavialis e Piscogavialis, nella sottofamiglia dei griposuchini, tipicamente americana (Velez-Juarbe et al., 2007); altri studi (Jouve et al., 2008) non hanno invece assegnato questo genere ad alcuna sottofamiglia di gavialidi. Lo studio del 2007, inoltre, ha messo in luce che i fossili di Siquisiquesuchus provengono da depositi marini; questo fatto, insieme alle somiglianze con i gavialidi africani, è stato interpretato come una prova che i gavialidi si diffusero attraverso l'Oceano Atlantico verso i Neotropici durante il Terziario.